# منارة مليلية
منارة مليلية هي منارة مدينة مليلية الإسبانية، وتقع في شارع ميغيل أكوستا في مليلية لا فيجا وهي جزء من المجمع الفني التاريخي لمدينة مليلية ، وهو أحد الأصول ذات الأهمية الثقافية .     

## تاريخ

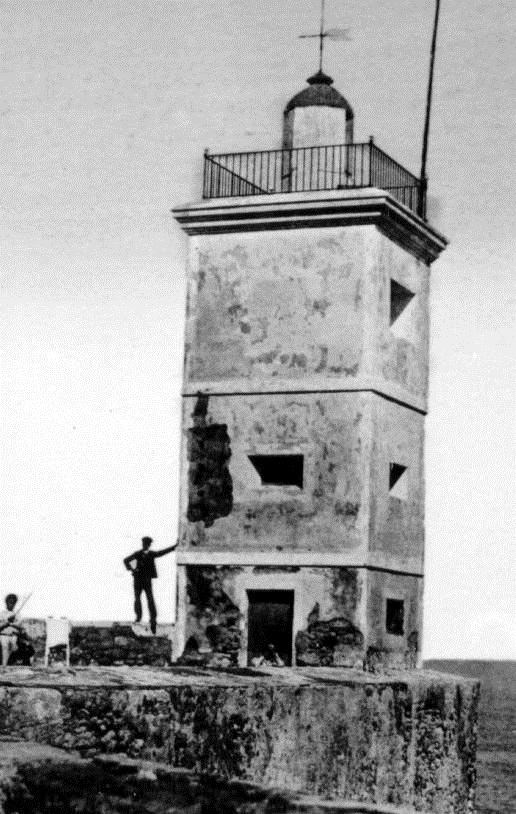
توري ديل فيجيا دي مار. في موقع المنارة الحالية

تم بناؤه عام 1918 على برج بونيتي ، في موقع منارة صغيرة بنيت عام 1854، والتي ستُسمى برج فيجيا دي مار عام 1903.     
ويضم حاليا مؤسسة مدينة مليلية الأثرية التي تهدف إلى إعلان مليلية مدينة التراث العالمي وهي مسؤولة عن إصلاحات طفيفة في الموقع التاريخي . 
هذه المنارة هي واحدة من أربع منارات إسبانية على الساحل الإفريقي إلى جانب المنارة الموجودة في سبتة وجزيرة بينيون دي لوس فيليز والمنارة الموجودة في جزر شافاريناس .  

## وصف

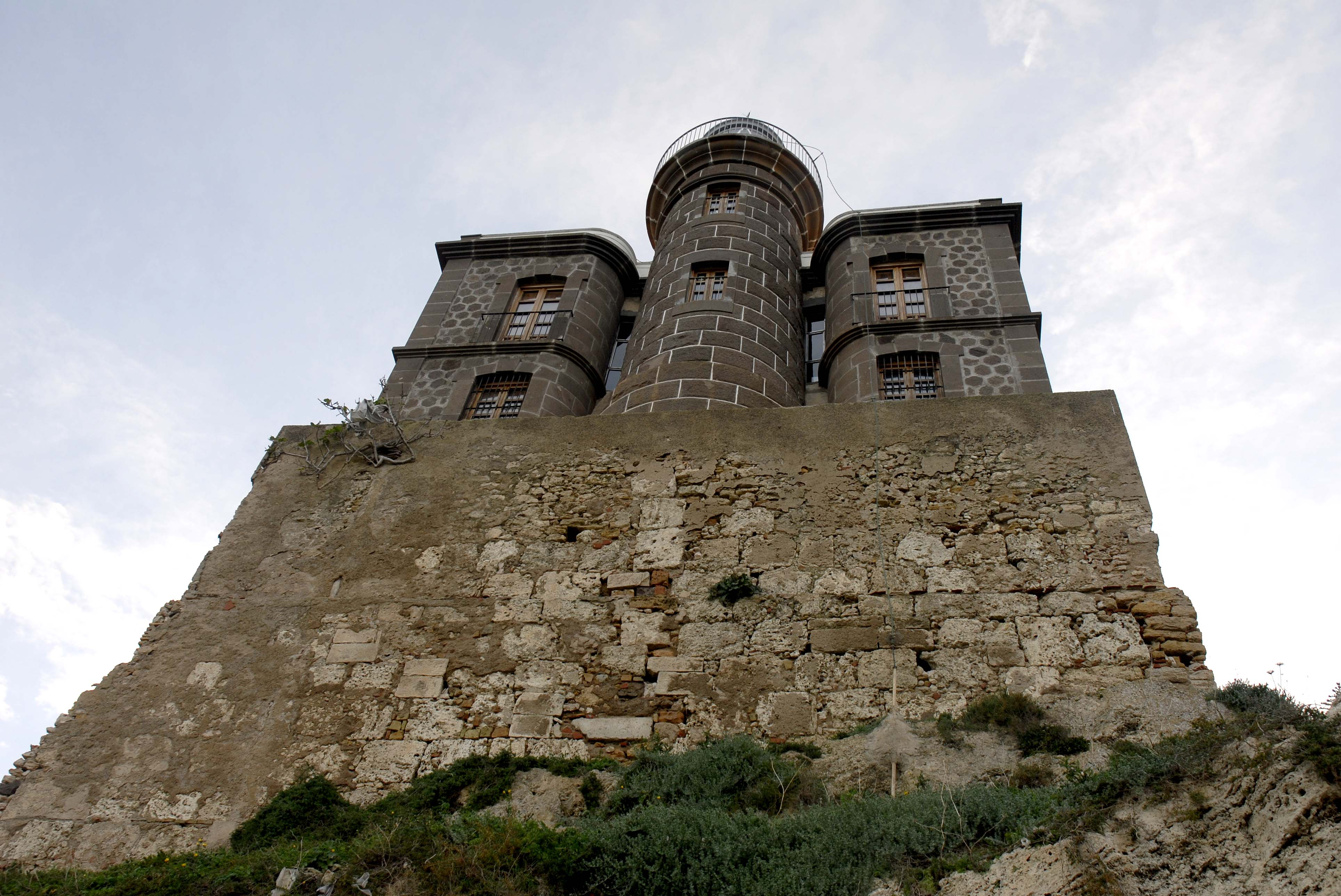
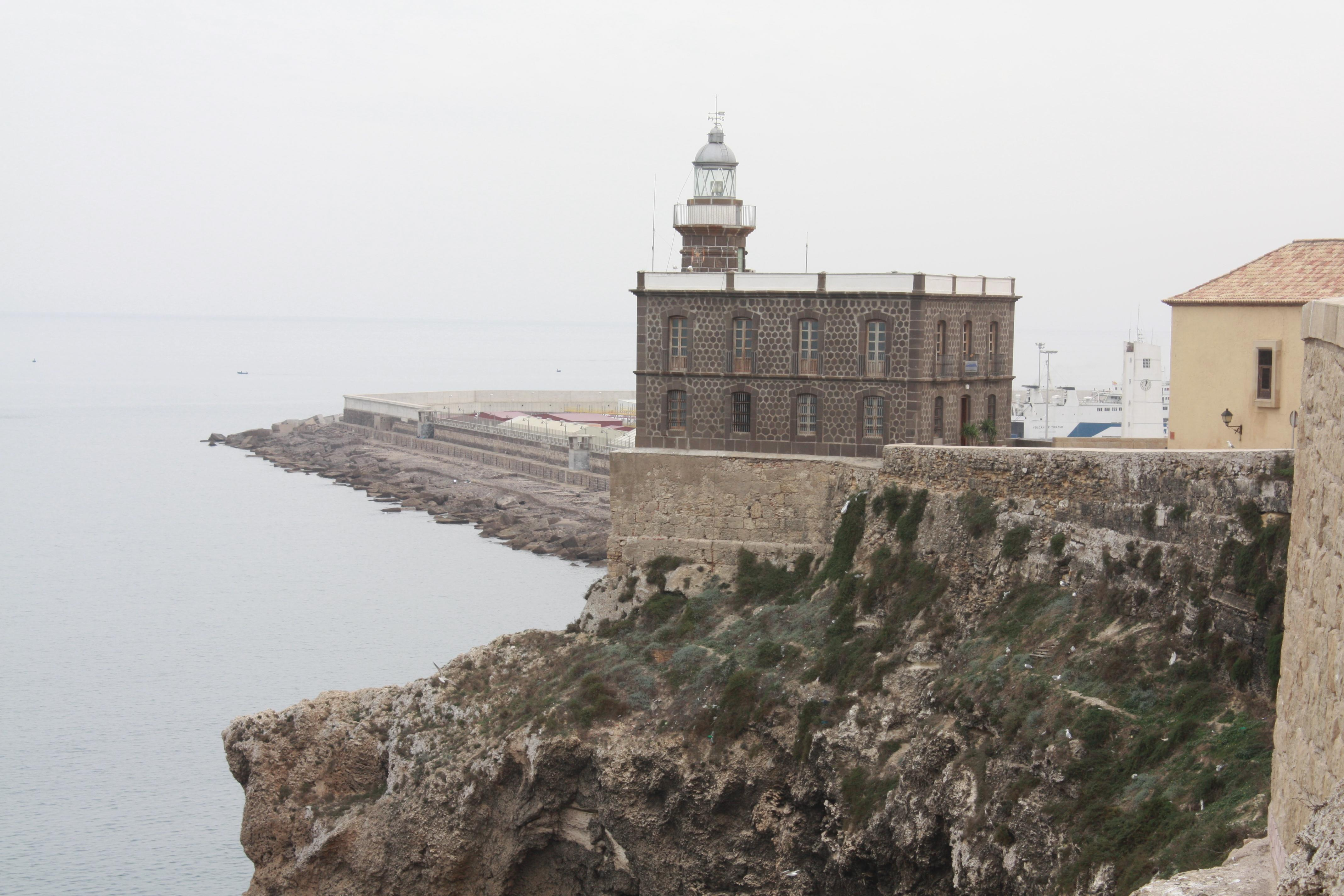
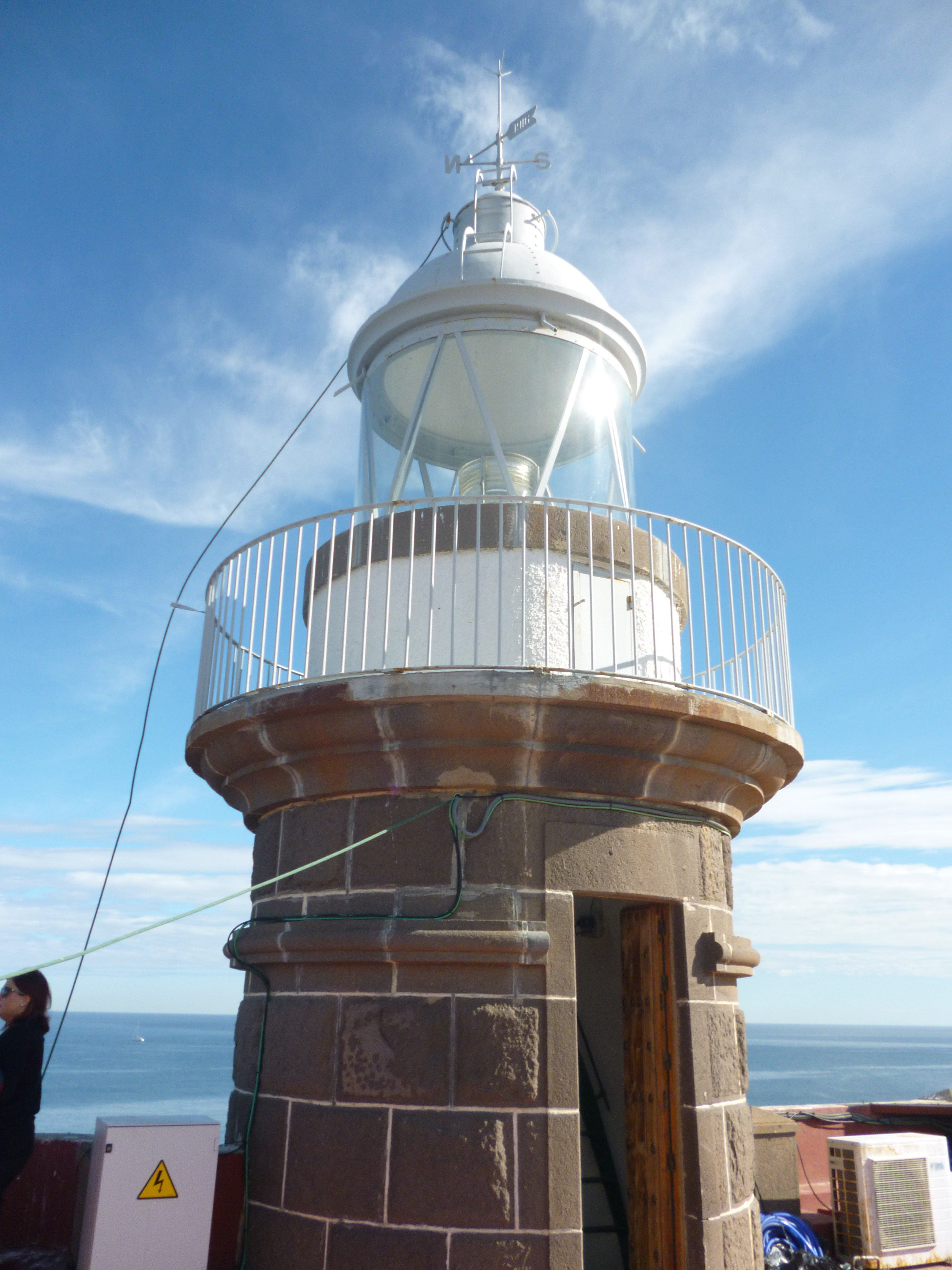
مصباح يدوي

إنه مبنى مربع مكون من طابق أرضي وطابق علوي مع فناء داخلي ذو رواق وجدران خارجية مصنوعة من الحجر الأسود من جبل جوروجو ويضاف إليه برج أسطواني ، المنارة ، مع فانوس . تحتوي الواجهات على فتحات قوسية مقطعية ، مع تسليط الضوء على أحجار الأساس وصدرية المبنى مصنوعة من الطوب المطلي، بدلاً من الدرابزين الأصلي.       